# 탄대

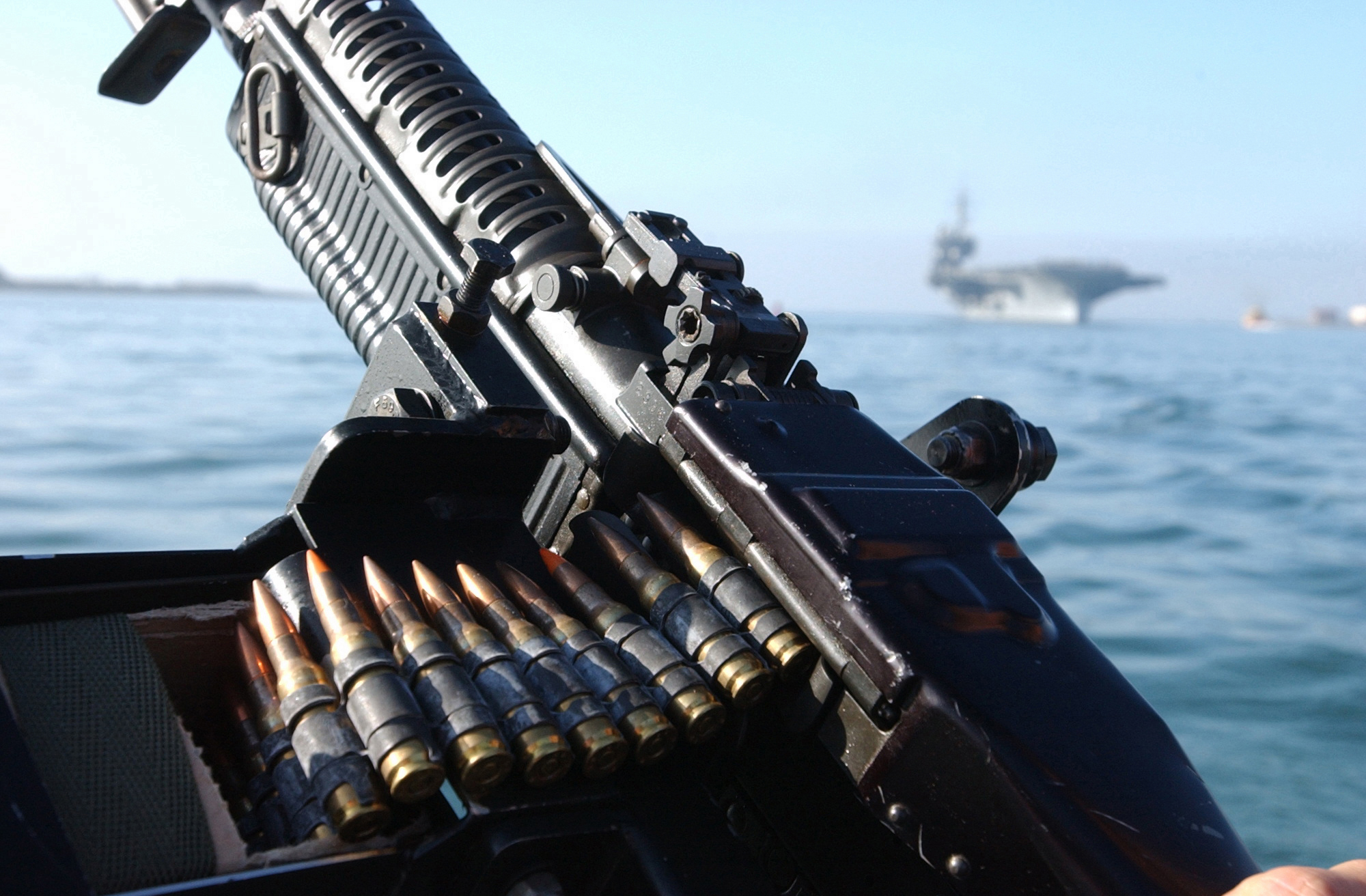
7.62×51mm NATO 카트리지를 장전한 M60 기관총 벨트. 미국 해군 순찰선에 탑재

탄대(ammunition belt)는 일반적으로 기관총과 같은 속사 자동화기용 탄약통을 포장하고 공급하는 데 사용되는 화기 장치이다. 이 벨트식 시스템은 전체 무기 시스템에 대한 탄약 장치의 비례 중량을 최소화하고 탄창을 자주 교체할 필요 없이 높은 연속 발사 속도를 허용한다. 벨트 및 관련 벨트 컨테이너의 용량은 일반적으로 무게와 부피에 따라 달라지며 크기는 구경과 무기와 탄약의 결합된 휴대성에 의해 제한된다. 휴대용 무기 시스템의 일반적인 용량은 50~300발의 탄약이다.

## 같이 보기
- 탄띠
- 탄창